# Ferdinando Coppola
Ferdinando Coppola (Nápoles, 10 de junho de 1978) é um futebolista italiano que atua como goleiro e atualmente joga pelo Hellas Verona.